# Clifford Darling
 Clifford Darling (6 de febrero de 1922 - 27 de diciembre de 2011) fue gobernador general de Bahamas desde 1992 hasta su retiro en 1994. Antes de ello fue senador en el período 1964–67, diputado en el Parlamento de Bahamas en el período 1967-69, ministro de Estado en 1969, de Trabajo y Bienestar en 1971 y de Trabajo y Seguridad Nacional en 1974-77. Fue portavoz de la Asamblea desde 1977 hasta que se convirtió en Gobernador General en 1992.
Previamente, Darling trabajó como taxista y sirvió a su vez como Secretario General y Presidente de la Unión de Taxistas de Bahamas.